# Nathalie de Rooij
Nathalie de Rooij (Tilburg, 2 april 1973) is een Nederlands voormalig politica. Namens de Socialistische Partij (SP) was ze van 2006 tot 2009 lid van de Tweede Kamer der Staten-Generaal.
De Rooij groeide op in Waalwijk en werd katholiek opgevoed. Later is ze zich als agnost gaan beschouwen. In Waalwijk volgde ze de havo. Vervolgens doorliep ze de lerarenopleiding Frans en Nederlands aan de Fontys Hogeschool in Tilburg. Ze werkte in de verpleging en in een fabriek en was vanaf 1999 lerares op een vmbo.
In 2003 werd ze lid van de SP. De Rooij was tot 2005 voorzitter van de afdeling Waalwijk van deze partij en vervolgens voorzitter van de afdeling Tilburg. Van 2005 tot 2007 was ze lid van het landelijk partijbestuur van de SP.
Bij de Tweede Kamerverkiezingen van 2006 stond ze op positie 15 van de kandidatenlijst van de SP, hoog genoeg om in de Kamer te komen. Ze werd op 30 november 2006 beëdigd. De Rooij was in het parlement woordvoerster beroepsonderwijs (vmbo en mbo). Ze maakte vanaf april 2007 als ondervoorzitter deel uit van de commissie-Dijsselbloem, die onderzoek deed naar onderwijsvernieuwingen in het voortgezet onderwijs in Nederland.
Per 1 januari 2009 verliet De Rooij om persoonlijke redenen de Tweede Kamer. Als haar opvolger werd Trix de Roos beëdigd.
- Parlement.com: vhf519pbbxve